# Rudnia (hromada Sosnycia)
Rudnia (ukr. Рудня) – wieś na Ukrainie, w obwodzie czernihowskim, w rejonie koriukowskim, w hromadzie Sosnycia. W 2001 liczyła 261 mieszkańców, spośród których 258 wskazało jako ojczysty język ukraiński, a 3 rosyjski.